# 贝娅特·科赫
贝娅特·科赫（德語：Beate Koch，1967年8月18日—），德国前女子田径运动员，主攻标枪。她曾代表东德参加1988年夏季奥林匹克运动会田径比赛，获得女子标枪铜牌。